# Alois Büchel
Alois Büchel (* 16. April 1941 in Vaduz, Fürstentum Liechtenstein) ist ein Liechtensteiner Regisseur, Theatergründer und Theaterintendant, der das Kulturleben Liechtensteins prägte. 2003 wurde er ausgezeichnet mit dem Liechtensteiner Josef Gabriel von Rheinberger-Preis. In seinen Kabaretts und darüber hinaus wirkt Nazifeind Alois Büchel auch politisch. In seiner Jugend war er Spitzensportler und nahm in der Disziplin Zehnkampf an den Olympischen Spielen 1960 in Rom und 1964 in Tokio teil.

## Werdegang

### Kindheit im Umfeld des Zweiten Weltkrieges
Alois Büchel wurde 1941, während des Zweiten Weltkriegs, im Fürstentum Liechtenstein geboren und wuchs mit zehn Geschwistern auf. Sein Vater war von Beruf Lehrer. Die Familie nahm Judenflüchtlinge zur Untermiete auf. Darunter war auch der hochgebildete Berliner Jude Kurt Schönlank, der in Alois Büchel den Sinn für Literatur und Theater nicht nur erweckte, sondern ihn auch förderte: Kurt Schönlank schrieb für die Kostgeberfamilie kurze Theaterstücke, welche Alois Büchel mit seinen Geschwistern und Freunden aufführte. Zu Kurt Schönlank äusserte sich Alois Büchel gegenüber der Zeitung WOZ im Jahr 2014: „Er war der wichtigste Mensch für meine Sozialisierung, für meinen Hass gegen Nazis und Faschisten.“ Während des Zweiten Weltkriegs war es wegen Aktivitäten von Nazis für Juden auch im Fürstentum Liechtenstein bedrohlich gewesen. Kurt Schönlank blieb auch nach dem Zweiten Weltkrieg in Liechtenstein wohnhaft und verstarb im Jahr 1963.

### Weg zum Regisseur und Theaterintendant
Gleich seinem Vater und auch Grossvater erlernte Alois Büchel vorerst den Beruf des Lehrers. Während dieser Zeit kristallisierte sich sein sportliches Talent heraus: Alois Büchel nahm in der Disziplin Zehnkampf an den Olympischen Spielen 1960 in Rom und 1964 in Tokio teil, wo er den 14. Rang belegte.
Nach den Olympischen Spielen gründete Alois Büchel zusammen mit einer Liechtensteiner Gruppe das Kabarett „Kaktus“, für welches er als Hauptautor wie auch als Regisseur tätig war. In seinen Texten verarbeitete Alois Büchel vor allem zeitkritischen Gehalt. Während dieser Zeit – von 1963 bis 1968 – studierte er Germanistik, Geschichte und Philosophie in Zürich und Bonn. Anschliessend unterrichtete er bis 1976 am Gymnasium in Vaduz die Fächer Deutsch und Geschichte.
Sein Kernanliegen galt jedoch dem Kabarett „Kaktus“, dessen Haupttexter und Regisseur er war. Die Gruppe zeigte ihre vier Programme in 100 Aufführungen. Zu jener Zeit hatte sich die Kunstform der szenischen Satire – das Kabarett – in Liechtenstein etabliert. In Vaduz, dem Hauptort Liechtensteins, plante Alois Büchel zwei Theaterprojekte, für welche er das Geld zusammentrug und hierfür Studien vom Zürcher Architekten Ernst Gisel anfertigen liess. Mit seinem Vorhaben stiess Alois Büchel in Vaduz jedoch auf Widerstand, weshalb er und seine Mitstreiter im Nachbarort Schaan eine Möglichkeit fanden.
In Schaan gab es ein Vereinshaus, welches im Zusammenwirken mit Alois Büchel und seinem Team zur ersten liechtensteinischen Kleinkunstbühne umfunktioniert wurde. Aus dem Vereinshaus entwickelte sich das Theater am Kirchplatz TaK. Dieses gehörte der Gemeinde Schaan, die für den Unterhalt des Gebäudes zuständig war, was auch vertraglich zwischen der Genossenschaft Theater am Kirchplatz TaK und Alois Büchel festgehalten wurde. Alois Büchel wurde 1969 von der Genossenschaft als Theaterintendant und Regisseur angestellt. Die Unterzeichnung des Vertrags war der Anfang einer blühenden Karriere, nicht nur für Alois Büchel, sondern ebenso für das Theater am Kirchplatz TaK.

### Alois Büchel als Theaterintendant, 1969 – 1992

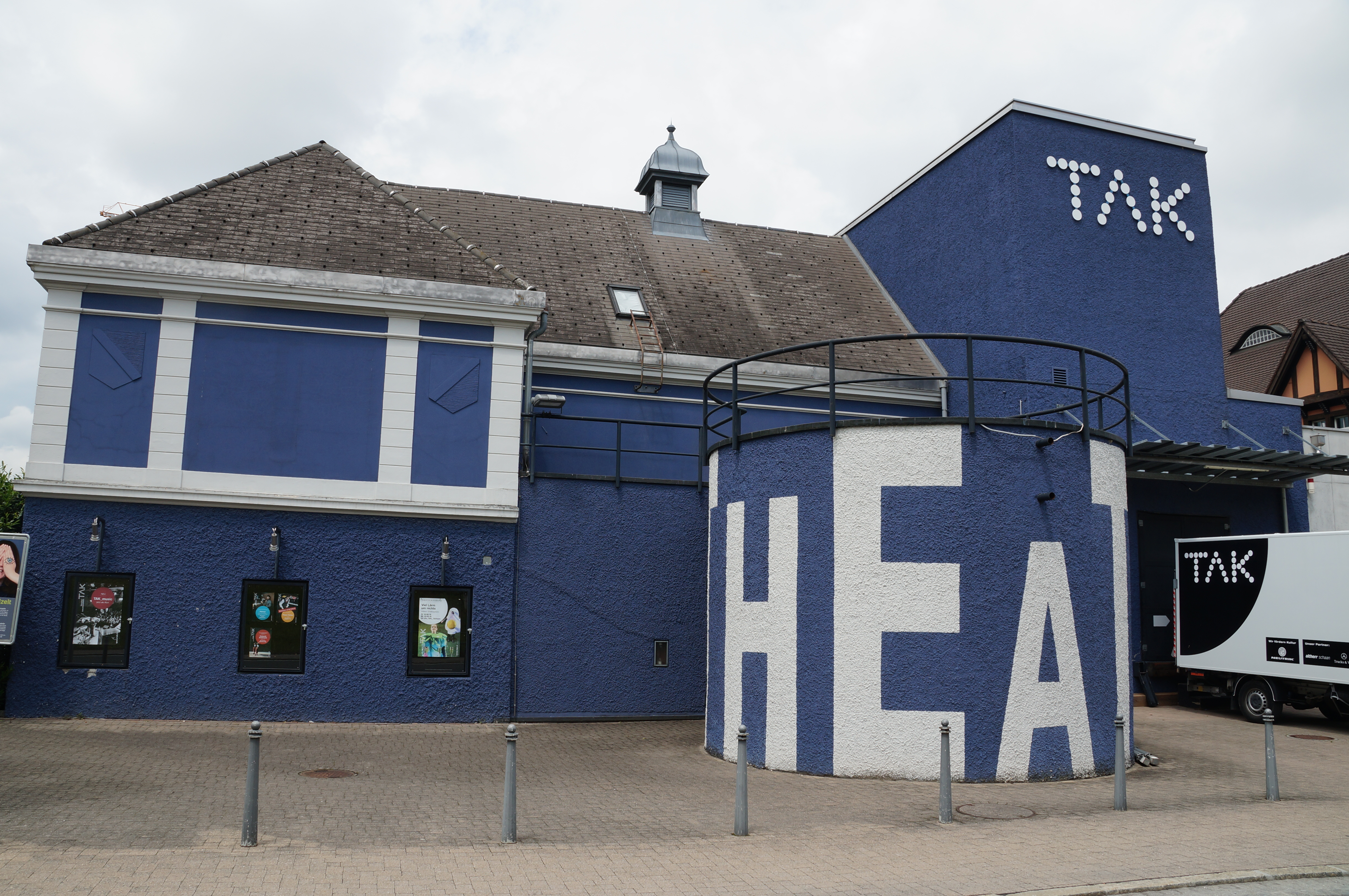
Das Theater am Kirchplatz TaK in Schaan

Für das Theater am Kirchplatz TaK war Alois Büchel der erste Theaterintendant und als solcher erhob er es – zusammen mit seinem Team – auf hohes Niveau. Aus dem Theater entwickelte er ein Haus verschiedener künstlerischer Disziplinen, indem er das Gebäude nicht nur als Theater, sondern ebenso als Galeriebetrieb nutzte. Mit der Zeit eröffnete Alois Büchel unter dem Namen „TaKino“ ein weiteres Haus. Für Schauspiel, Kabaretts, Konzerte, Ausstellungen, Kinder- und Jugendtheater holte Alois Büchel Künstler und Künstlerinnen von internationalem Format ins Land. Zu diesen gehörten unter anderem die Schauspielerin Therese Giehse und der Jazzpianist Oscar Peterson. Zusammen mit seinem Team machte Alois Büchel das Theater am Kirchplatz TaK über die Landesgrenze hinaus bekannt. Das anhaltende ausverkaufte Haus wurde zu einem bedeutenden kulturellen Zentrum der Region Liechtenstein-Vorarlberg-Ostschweiz.
Im TaK wurden Eigenproduktionen und Gastspiele aufgeführt. Fünf der Endproduktionen wurden von ausländischen Fernsehsendern übertragen. Zu den populären Eigenproduktionen gehörten die Aufführungen „Schweig, Bub!“ (1983/84), „Warten auf Godot“ (1988) und „Das Ende vom Anfang“ (1989). Alois Büchel war ein gefeierter Theaterintendant, und dank seinem Wirken hat das Theater am Kirchplatz TaK über 100'000 Besucher pro Jahr angelockt.
In seinen Kabaretts thematisierte und verarbeitete Nazifeind Alois Büchel auch die furchtbare Ungerechtigkeit, die den Juden im Zweiten Weltkrieg widerfahren war. In einem seiner Kabaretts griff Alois Büchel den Liechtensteiner Unternehmensgründer und früheren Julius-Streicher-Bewunderer Martin Hilti mit einer Kabarettnummer an. Als Alois Büchel 1991 in der Reihe „Reden über Liechtenstein“ Max Frisch und den kirchenkritischen Theologen Hans Küng ankündigte, überschritt Alois Büchel endgültig die Grenze eines Tabus: 1992 wurde Alois Büchel entlassen.

### Die Zeit nach 1992: im Kampf um Gerechtigkeit
Zur Entlassung hatte letztendlich eine Auseinandersetzung zwischen Alois Büchel mit der Genossenschaftsverwaltung des Theaters am Kirchplatz TaK in Schaan geführt. Das Theater am Kirchplatz TaK gehört der Gemeinde Schaan, die – wie im Vertrag mit Alois Büchel geregelt war – für den Unterhalt der Immobilien verantwortlich gewesen wäre. Die Gemeinde weigerte sich jedoch, ihrer Pflicht nachzukommen, weshalb die bühnentechnischen Einrichtungen in einem vernachlässigten Zustand waren. Nach der Entlassung Alois Büchels wurde in einem Untersuchungsbericht festgehalten, dass die Gemeinde Schaan ihre Unterhaltspflichten stark vernachlässigt hatte. Da die Sicherheit der TaK-Mitarbeiter ernsthaft gefährdet war, musste das Theater vorübergehend geschlossen werden.
Seine Entlassung liess der erfolgreiche Theaterintendant nicht auf sich beruhen. Er kämpfte um seine Rechte, um das Theater am Kirchplatz TaK und vor allem um das verschwundene Theaterarchiv. Laut Alois Büchel waren im Archiv rund 4500 Veranstaltungen unter seiner Intendanz dokumentiert gewesen. Ebenso befanden sich darin seine literarischen Entwürfe wie auch die Korrespondenz, der Briefwechsel, den er unter vielen anderen auch mit dem englischen Bildhauer Henry Moore und dem deutschen Theaterregisseur Rudolf Noelte geführt hatte. Das verschollene Theaterarchiv war 1993 in einem Lager in Schaanwald untergebracht. Der Politologe Ralph Kellenberger, der inzwischen verstorben ist, zählte damals noch 198 Archivschachteln. Jahre später, im 2009, übergab die Genossenschaft des TaK das Archiv an den damaligen Landesarchivar Paul Vogt. Dieser bekam nunmehr zehn Archivschachteln überreicht. Von den Unterlagen aus der Zeit Alois Büchels war im Archiv nichts mehr vorhanden. Die Staatsanwaltschaft führte aufwendige Ermittlungen. Rechtlich konnte jedoch gegen die Vernichtung des Archivs nichts unternommen werden, da es im Besitz der Genossenschaft des TaK war. Wer das Archiv und aus welchem Grund verschwinden liess, bleibt ein Rätsel. Keiner übernahm die Verantwortung hierfür.
In den Jahren 2011 bis 2013 versuchte das Amt für Gesundheit, Alois Büchel zu entmündigen. Der Liechtensteiner Landtag beriet den Fall in einer nichtöffentlichen Sitzung. Später verfügte ein Richter die Entmündigung. Das Urteil wird vom Obergericht zurückgewiesen, das Verfahren in der Folge eingestellt.
Ein Jahr später fand im Liechtenstein-Institut in Bendern eine Podiumsdiskussion mit vier Parteivorsitzenden des Landes statt. Institutsdirektor Wilfried Marxer akzeptierte Alois Büchels vorab angebrachten Wunsch, im Anschluss an die Veranstaltung über seinen Fall zu reden. Beim Betreten des Liechtenstein-Instituts durchsuchten zwei Zivilpolizisten Alois Büchel vergebens nach Waffen. Als er nach der Veranstaltung lautstark das Wort erhob und Flugblätter verteilte, wurde er von den Zivilpolizisten abgeführt. Alois Büchel brach bewusstlos zusammen und musste notfallmässig ins Kantonspital Chur eingeliefert werden. Drei Tage später, am 7. April 2014, wurde der CEO der Bank Frick erschossen. Sofort wurde der 73 Jahre alte Alois Büchel – fälschlicherweise – der Tat verdächtigt. Am Abend des 11. April 2014 wurde Alois Büchel zu Hause aufgesucht und in die psychiatrische Anstalt Klinik Valduna zwangseingeliefert. Er wurde kurz danach wieder in die Freiheit entlassen und das fürstliche Obergericht musste feststellen, dass die Zwangseinweisung widerrechtlich gewesen war.
26 Jahre nach der Entlassung schrieb das Liechtensteiner Volksblatt am 13. März 2018, der Staat Liechtenstein hätte in der gerichtlichen Auseinandersetzung mit Alois Büchel zweistellige Millionenbeträge an Steuergeldern bezahlt. Es wurden rund sechzig Prozesse gegen Alois Büchel geführt, die der ehemalige Intendant alle gewonnen hat.
2018 gab Alois Büchel in Vaduz eine Pressekonferenz zu seinem Buch „Unfassbar“. Darin informiert und dokumentiert er all die Ereignisse und Ungerechtigkeiten, die ihm seit 1992 widerfahren sind. Der eigentliche Grund, warum Alois Büchel zum Schweigen gebracht werden soll, liegt im Dunkeln.

## Auszeichnung
Im Jahr 2003 wurde Alois Büchel mit dem Liechtensteiner Josef Gabriel von Rheinberger-Preis ausgezeichnet. Der Preis ist nach dem Liechtensteiner Musiker Josef Gabriel Rheinberger benannt, der im 19. Jahrhundert wirkte. Dieser Preis wird alle zwei Jahre an Werke und Personen verliehen, die mit Kultur und Geschichte, oder der Landschaft des Fürstentum Liechtensteins in Beziehung stehen.